# John Rae (jornalista)
John Rae (1845 – 1915) foi um jornalista inglês. Ele é mais conhecido hoje pela sua biografia de Adam Smith, Life of Adam Smith (1895). Ele escreveu numerosos artigos para o The Contemporary Review e British Quarterly.